# Artigues, Ariège

Artigues este o comună în departamentul Ariège din sudul Franței. În 1 ianuarie 2022 avea o populație de 32 de locuitori.